# Иезуитская церковь (Люцерн)
Иезуи́тская це́рковь Свято́го Франци́ска Ксаве́рия (нем. Jesuitenkirche St. Franz Xaver) — католическая церковь, расположенная на набережной реки Ройс в Люцерне. Первая церковь в Швейцарии, построенная в стиле барокко. Является первым архитектурным символом Контрреформации в стране и нередко называется самым красивым культовым сооружением Люцерна.

## История

### Идея создания
Для преодоления недостатка образованности священников Люцерна, а также суеверий, широко распространённых в то время среди местного населения, по просьбе городского совета в 1574 году папа Григорий XIII отправил в Люцерн трёх священников-иезуитов из Аугсбурга. Спустя три года в городе была организована первая в Швейцарии иезуитская коллегия, во второй половине XVII века насчитывавшая до 400 студентов-теологов. Поскольку для удовлетворения возросших потребностей католической общины в молельных помещениях небольших капелл, располагавшихся западнее Рыцарского дворца и на его первом этаже было теперь явно недостаточно, было принято решение о строительстве новой церкви, а её патроном был выбран Франциск Ксаверий, святой покровитель кантона Люцерн.

### Строительство

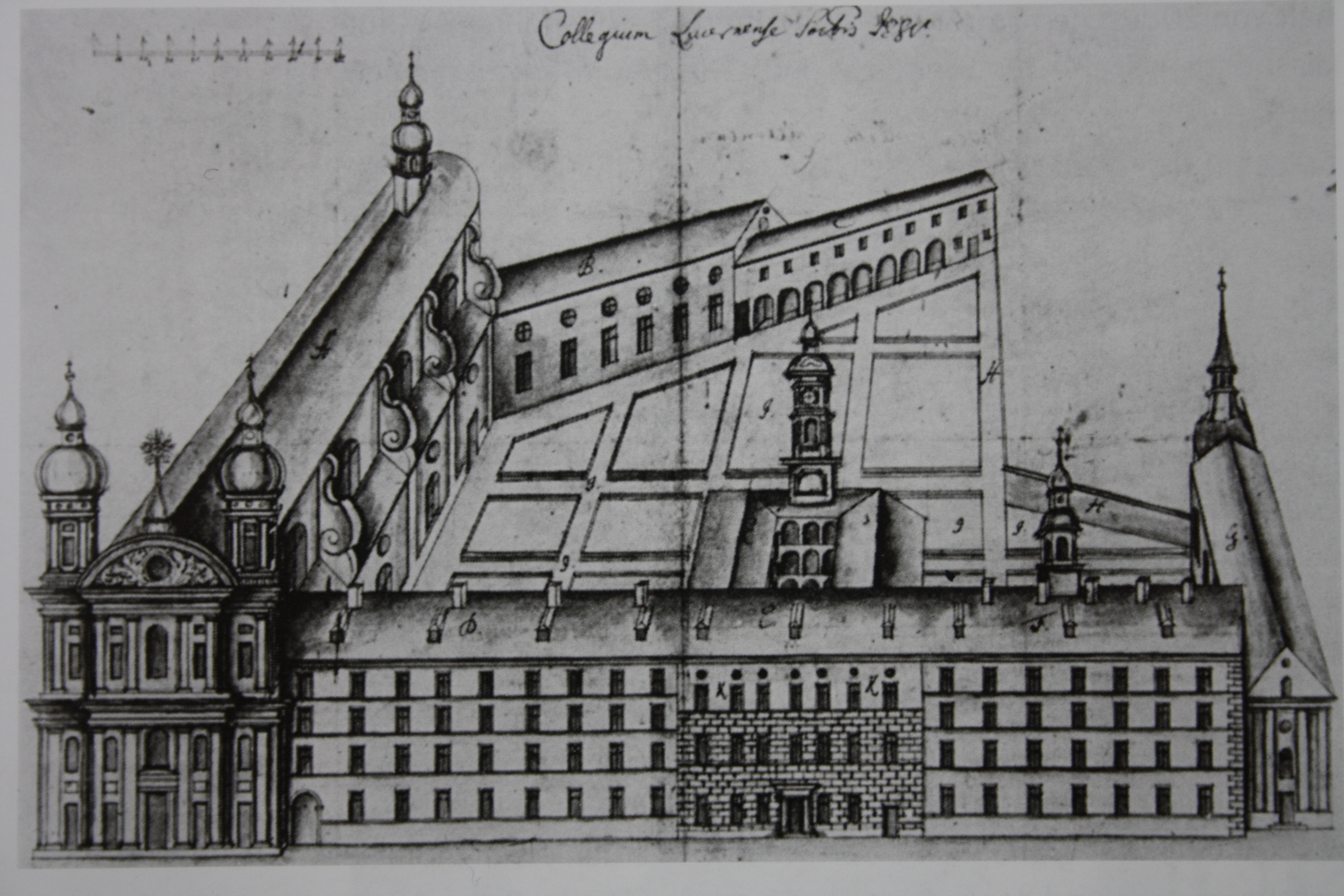
Иезуитская церковь
и коллегия (1698)

После того, как в марте 1666 года было окончательно определено место для воздвижения церкви, её строительство прошло следующими основными этапами:
- 3 декабря 1666 года, в день св. Франциска Ксаверия, — закладка первого камня
- 1669 год — закончено сооружение здания церкви
- 1672 год — вмонтированы окна и декорации главного фасада
- 29 августа 1677 года — церковь освящена апостольским нунцием Эдоардо Чибо (лат. Edoardo Cibo)
- 1681 год — воздвигнуты главный и недостающие боковые алтари.

Сооружение церкви Иезуитов проходило при участии и под руководством сразу нескольких итальянских и немецких мастеров, среди которых можно отметить Томмазо Комачио (итал. Tommaso Comacio), Иоганна Хальтера (нем. Johann Halter), Генриха Майера (нем. Heinrich Mayer) и Кристофера Фоглера (нем. Christopher Vogler), ставшего также её первым префектом. В середине XVIII века были обновлены фасады, частично переоформлен интерьер, а также устранены последствия землетрясения, повредившего покрытие свода. В 1893 году с сооружением башенных куполов церковь приняла свой нынешний облик.

### Использование
Хотя после поражения католических кантонов в Зондербундской войне иезуиты были изгнаны из Люцерна, богослужения в Иезуитской церкви проводились и далее. С тех пор церковь неоднократно реставрировалась (в последний раз — к католическому Рождеству 2016 года — реставрационные работы обошлись в 5 миллионов франков), и в настоящее время в ней проповедуют профессора теологического факультета, проводятся занятия местной музыкальной школы и концерты церковной музыки, а с 2006 года её префектом вновь стал представитель ордена иезуитов. Воскресные службы регулярно посещают порядка 1000 человек, при этом места для сидения рассчитаны на 420 посетителей одновременно. Официально церковь находится в собственности кантона Люцерн и по договору 1989 года передана для проведения богослужений католической общине города.

## Архитектурные особенности

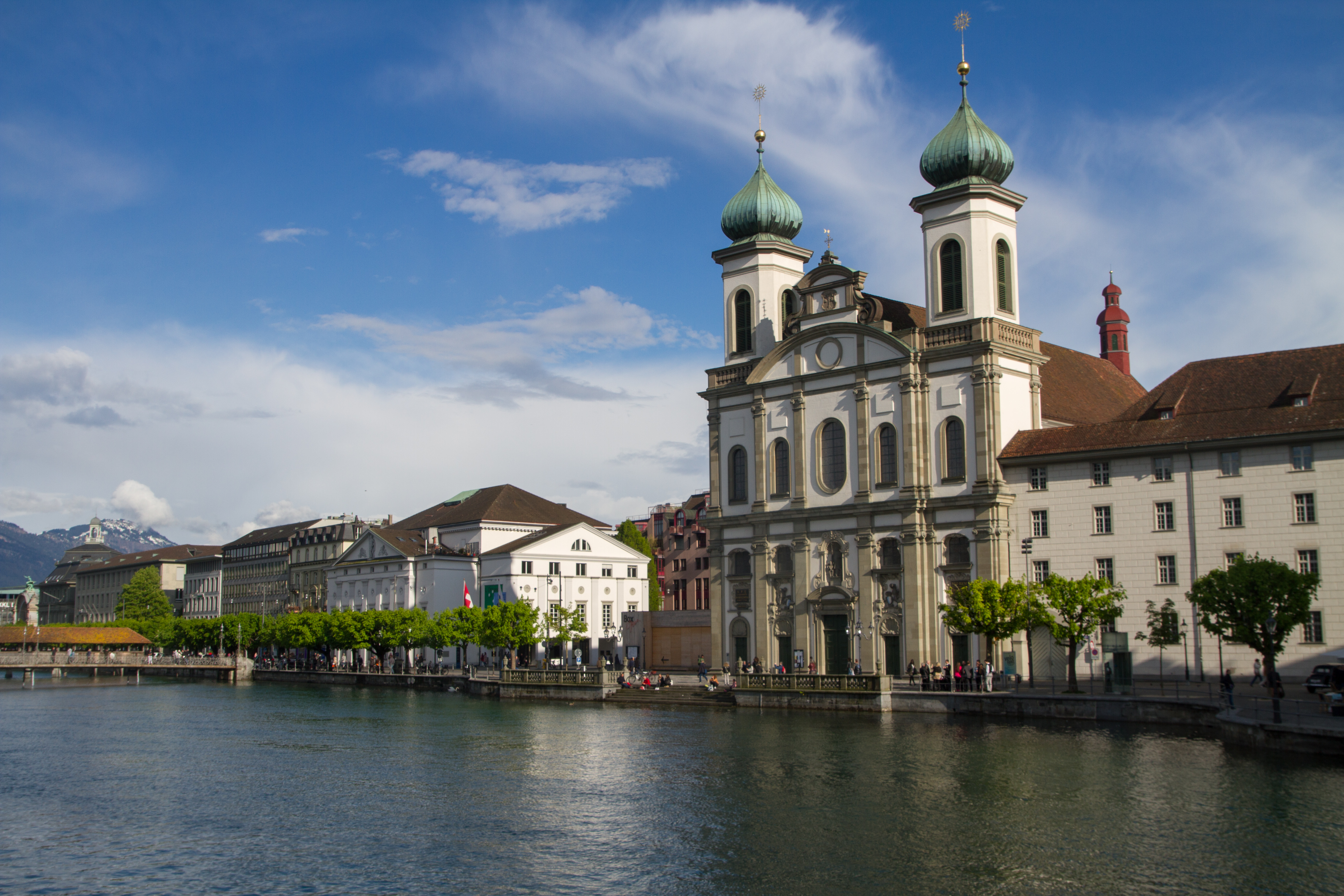
Ройс и Иезуитская церковь

В архитектурном отношении церковь Иезуитов представляет собою трёхнефную, размером 57,5 на 28,3 метра, базилику без трансепта, средняя часть которой по всей высоте имеет видимый ризалит. Поскольку апсида и ризница поначалу граничили с городской стеной, а по бокам церковь была закрыта соседними заданиями (одно из которых — с восточной стороны — было снесено только в 1949 году), особое значение сразу придавалось оформлению обращённого к левому берегу Ройса двухуровнему фасаду. Первый этаж его состоит из пяти порталов, над центральным из которых установлена статуя св. Франциска Ксаверия, над соседними к нему — фигуры львов, держащих герб Люцерна, а над самыми крайними — картуши, датирующие начало и окончание строительство церкви. Второй этаж украшен ионическими пилястрами, и в целом здесь прослеживается большее влияние северо-итальянского архитектурного направления в барокко, нежели южно-немецкого. Боковые капеллы имеют собственные крыши в отличие от хора и всего центрального нефа, объединённых под общей крышей, увенчанной небольшой шестиугольной башней.
Площадь перед церковью в 1978 году была восстановлена согласно первоначальным планам и имеет парапет в виде балясин, а также лестницу, позволяющую спуститься непосредственно к Ройсу.

## Интерьер

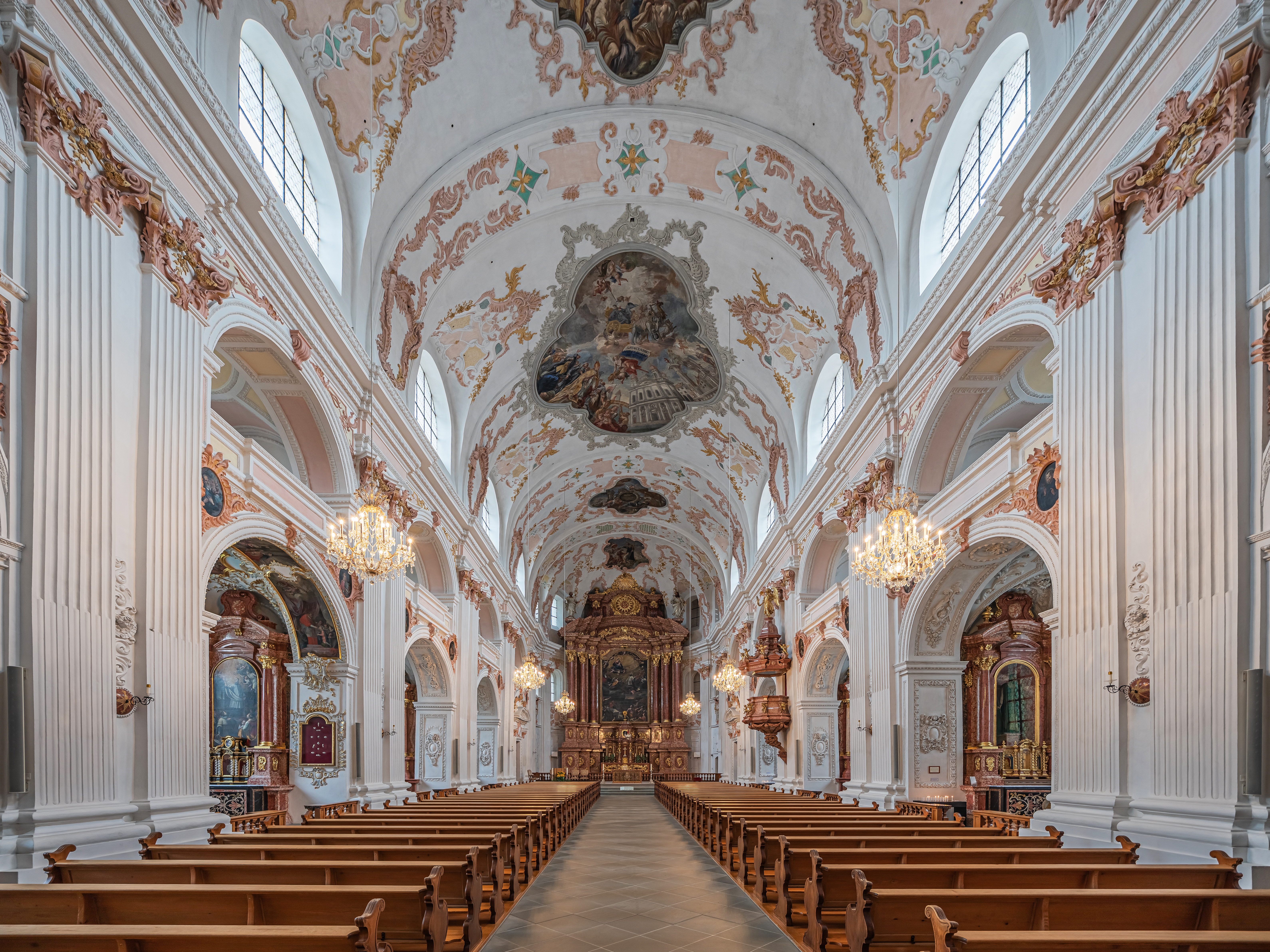
Вид в сторону алтаря

Сразу при вхождении в церковь ощущается задуманный архитекторами зрительный контраст между затемнённым, без единого окна, притвором и пронизанным светом наосом, призванный подчеркнуть монументальность и праздничность центрального помещения. Другим важнейшим пространственным элементом является лепнина, по большей части сохранившаяся со времён строительства церкви и получившая при первой реставрации середины XVIII века нынешнее цветовое решение. Основными рельефными мотивами наряду с рокайлем являются плавно перетекающие друг в друга растительные и абстрактные формы. Часть лепнины обрамляет цикл из 6 потолочных полотен, повествующих о жизни, смерти и почитании святого Франциска Ксаверия.
Изготовленный из красного мрамора центральный алтарь высотою 19 метров с его 6 колоннами, статуями апостолов Пётра и Павла, а также картиной, изображающей преклоняющего колени перед Богоматерью патрона церкви, полностью главенствует в её интерьере. Оптическим противовесом ему служит выполненная из того же материала кафедра, увенчанная фигурой ангела с тромбоном, возвещающего Евангелие. Боковые алтари (по четыре с каждой из сторон) носят имена девы Марии, трёх царей, святых Сильвана, Николая, Борромео, Игнатия, Алоизия и Иосифа.
Отдельного упоминания заслуживает орган, установленный в 1982 году швейцарской фирмой Metzler Orgelbau AG, с его 39 регистрами. Однако особенное культурно-историческое значение имеет ризница, в которой хранятся многочисленные объекты XVI—XVIII века, в том числе из некогда снесённого Рыцарского дворца.

## Галерея

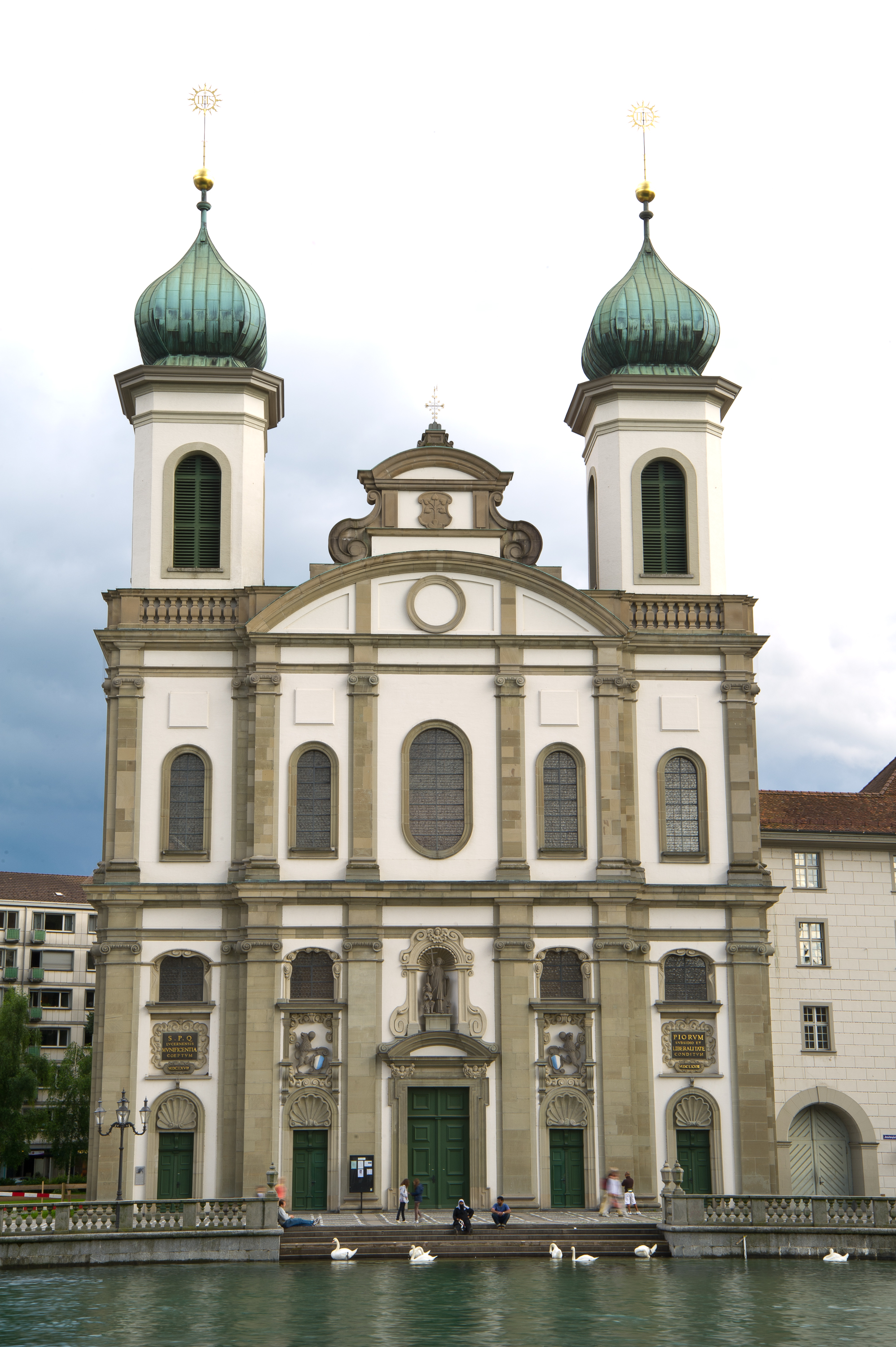
Фасад церкви Иезуитов
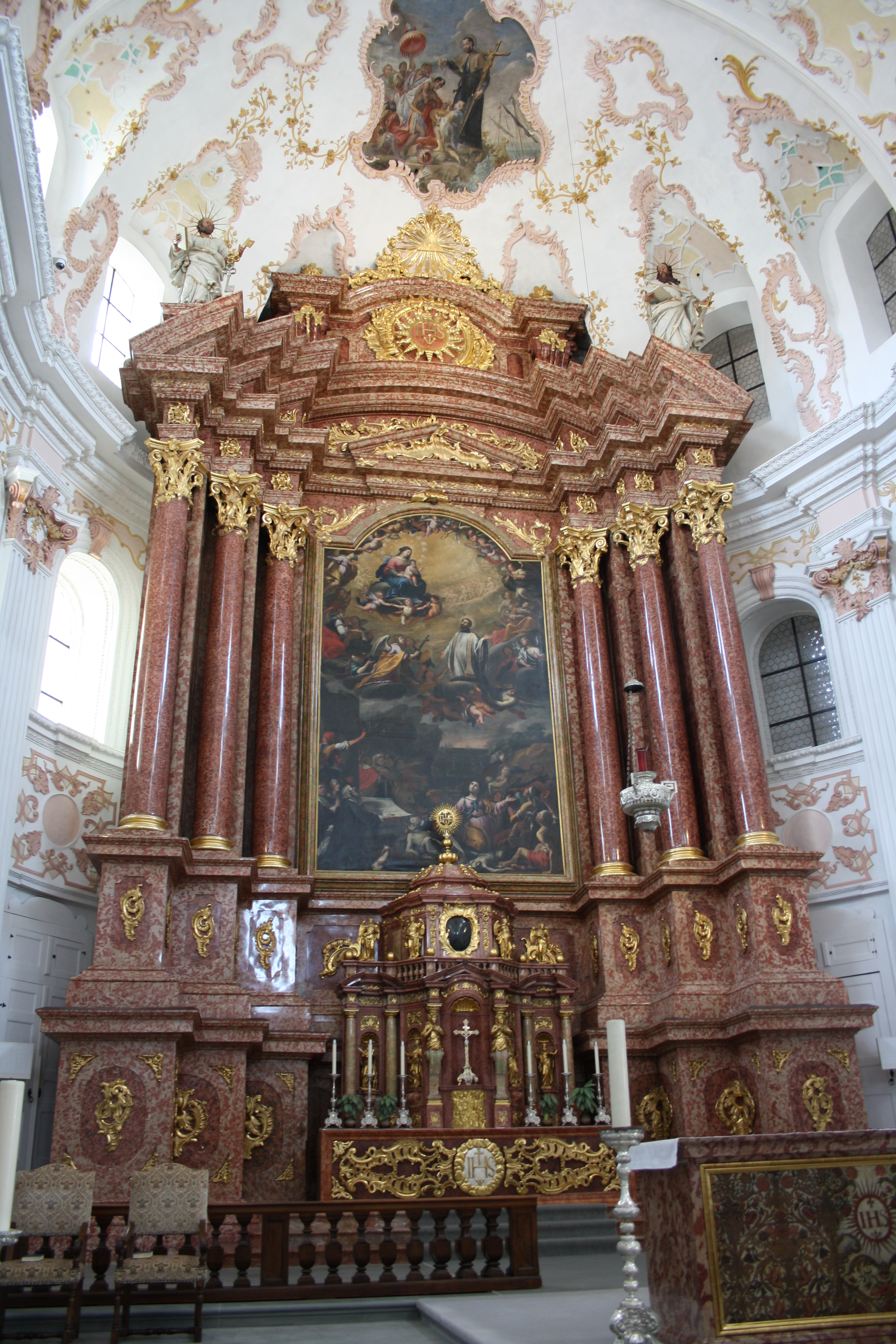
Центральный алтарь
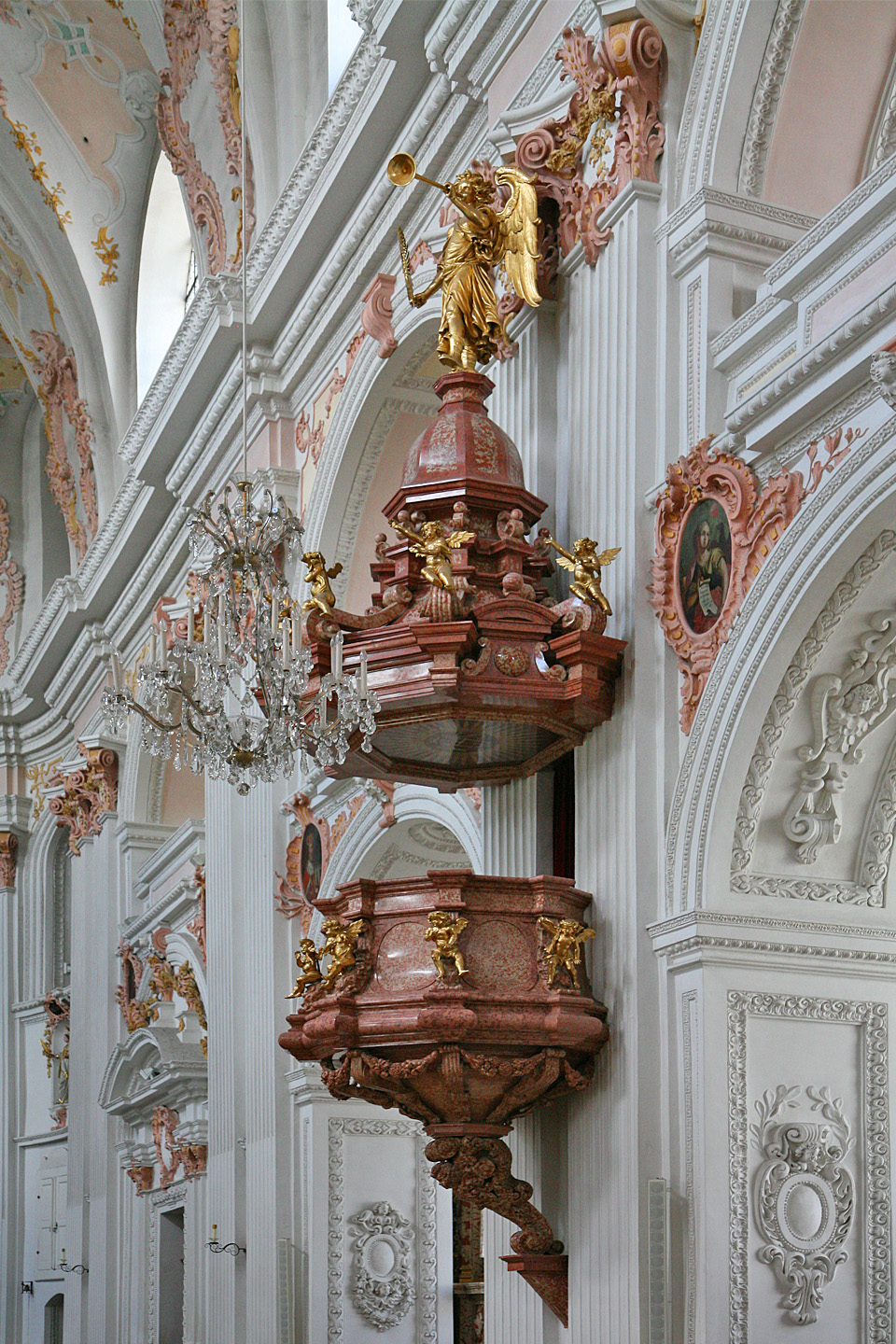
Кафедра
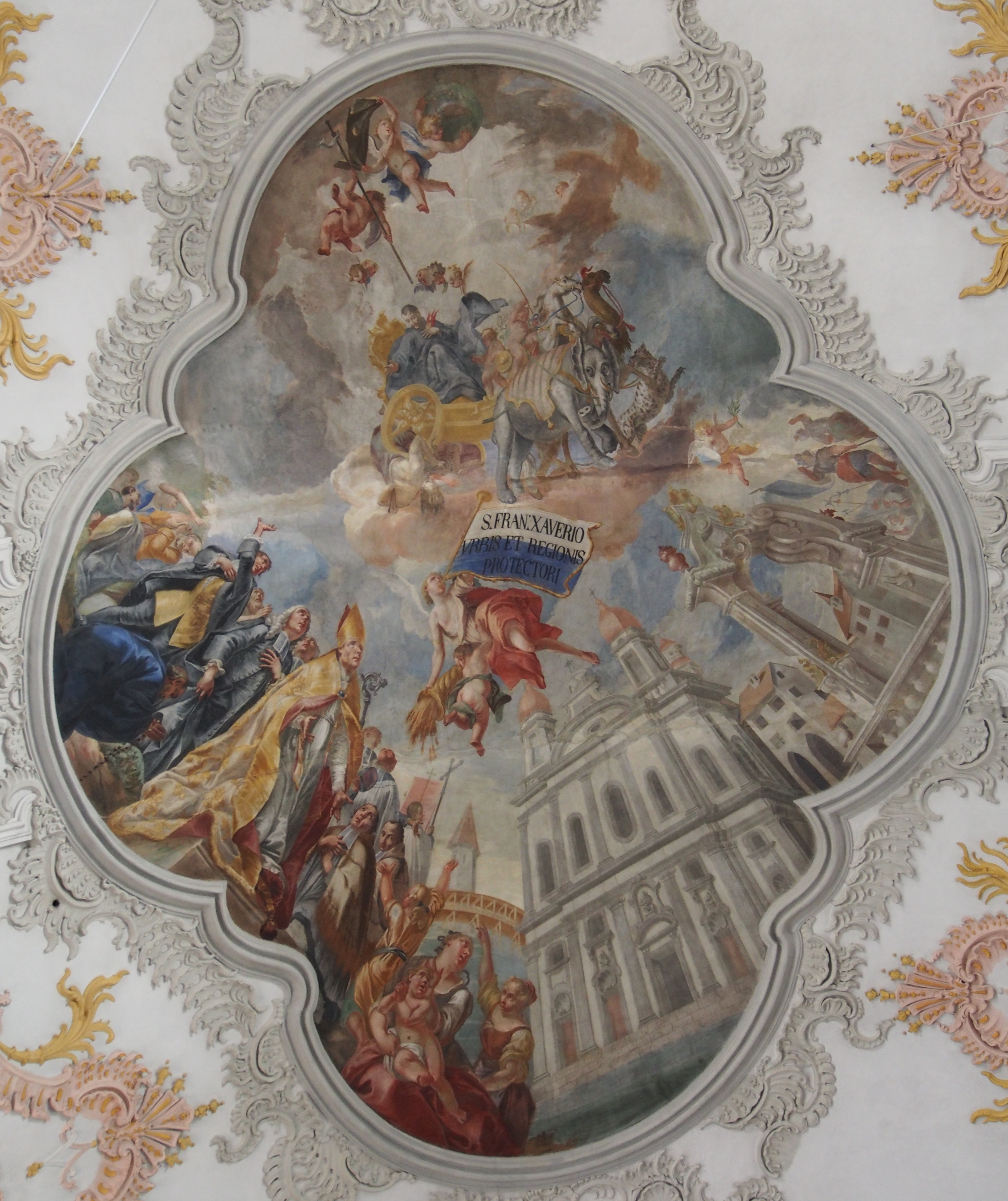
Центральная потолочная картина
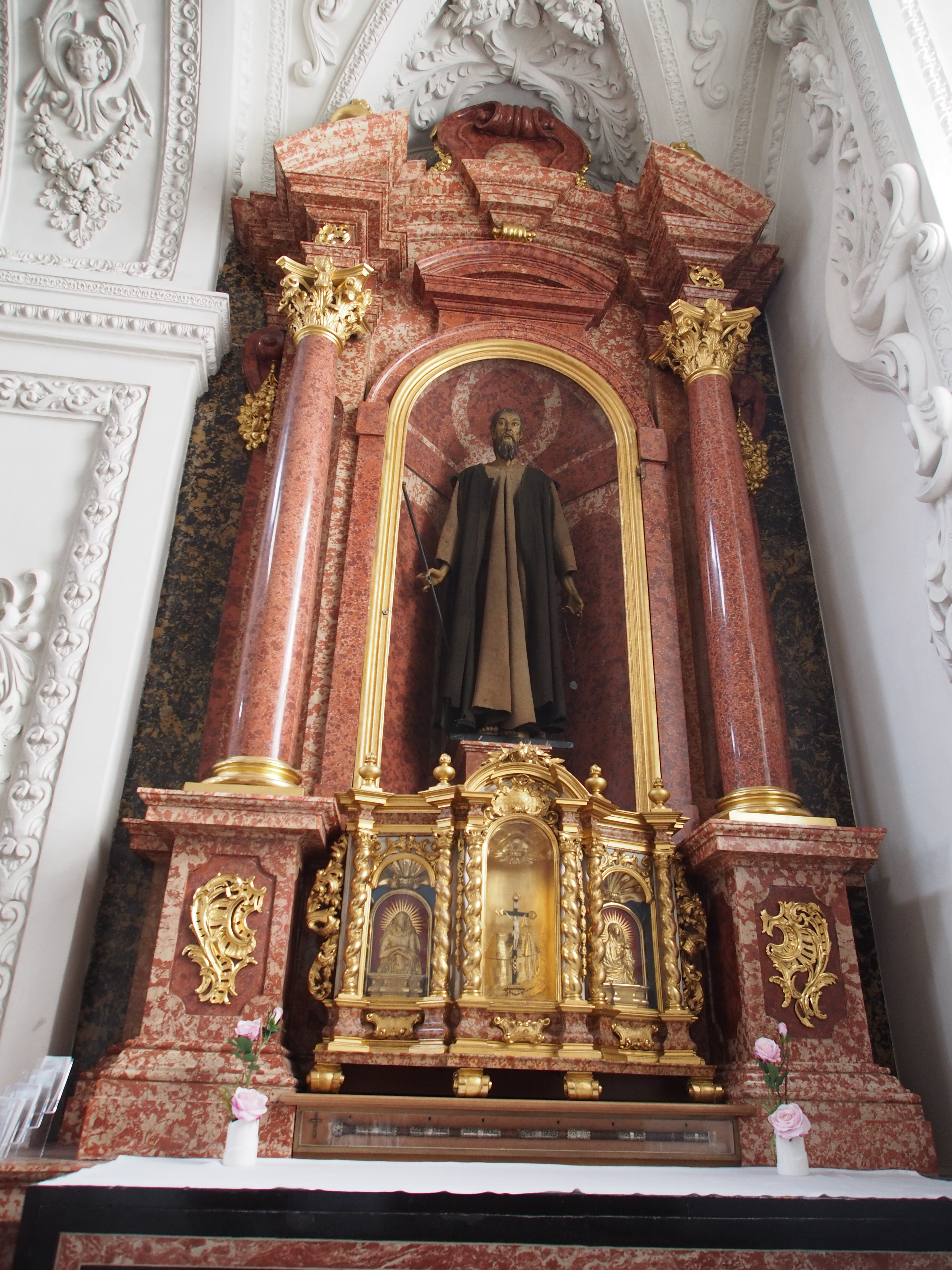
Алтарь святого Николая из Флюэ
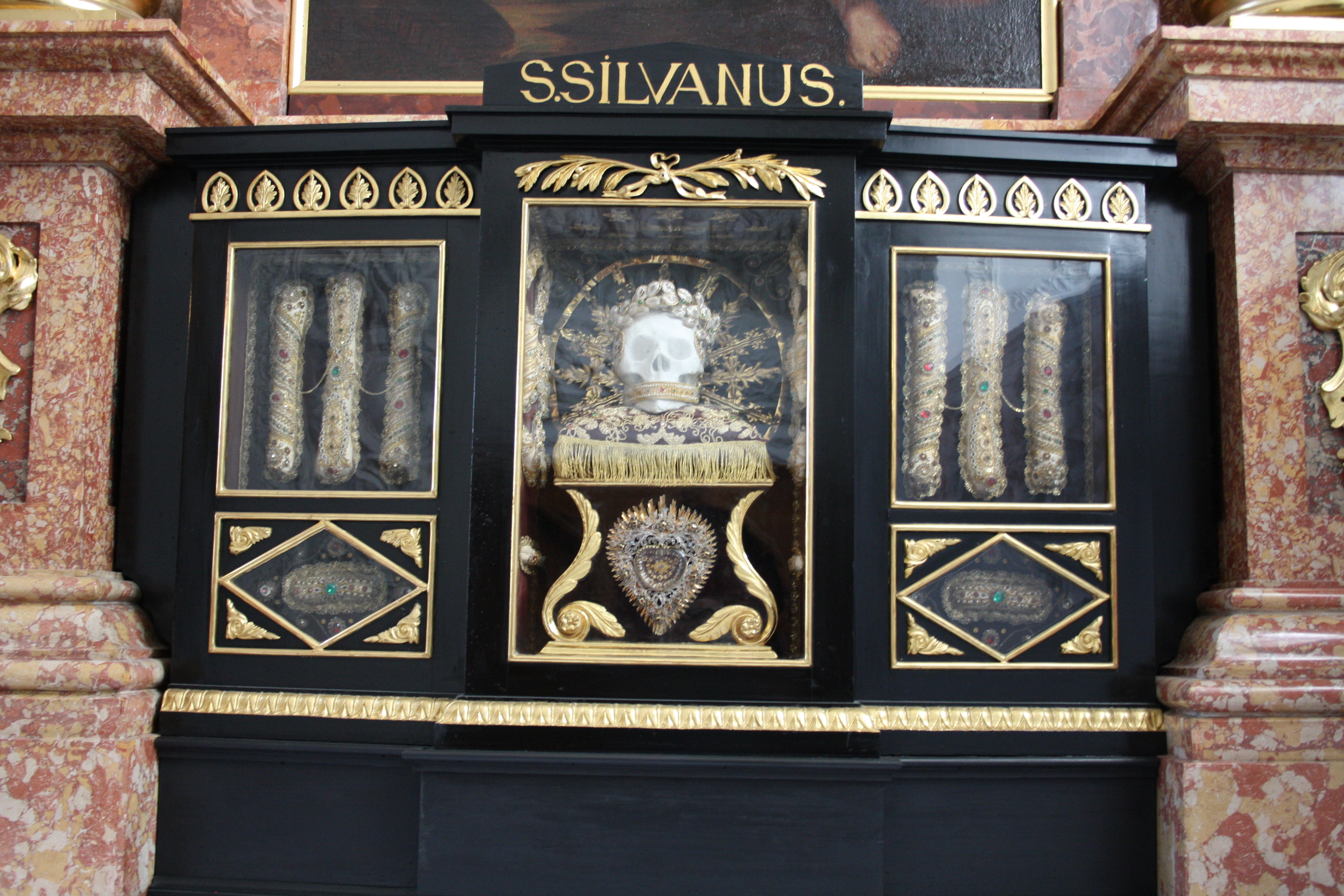
Капелла св. Сильвана
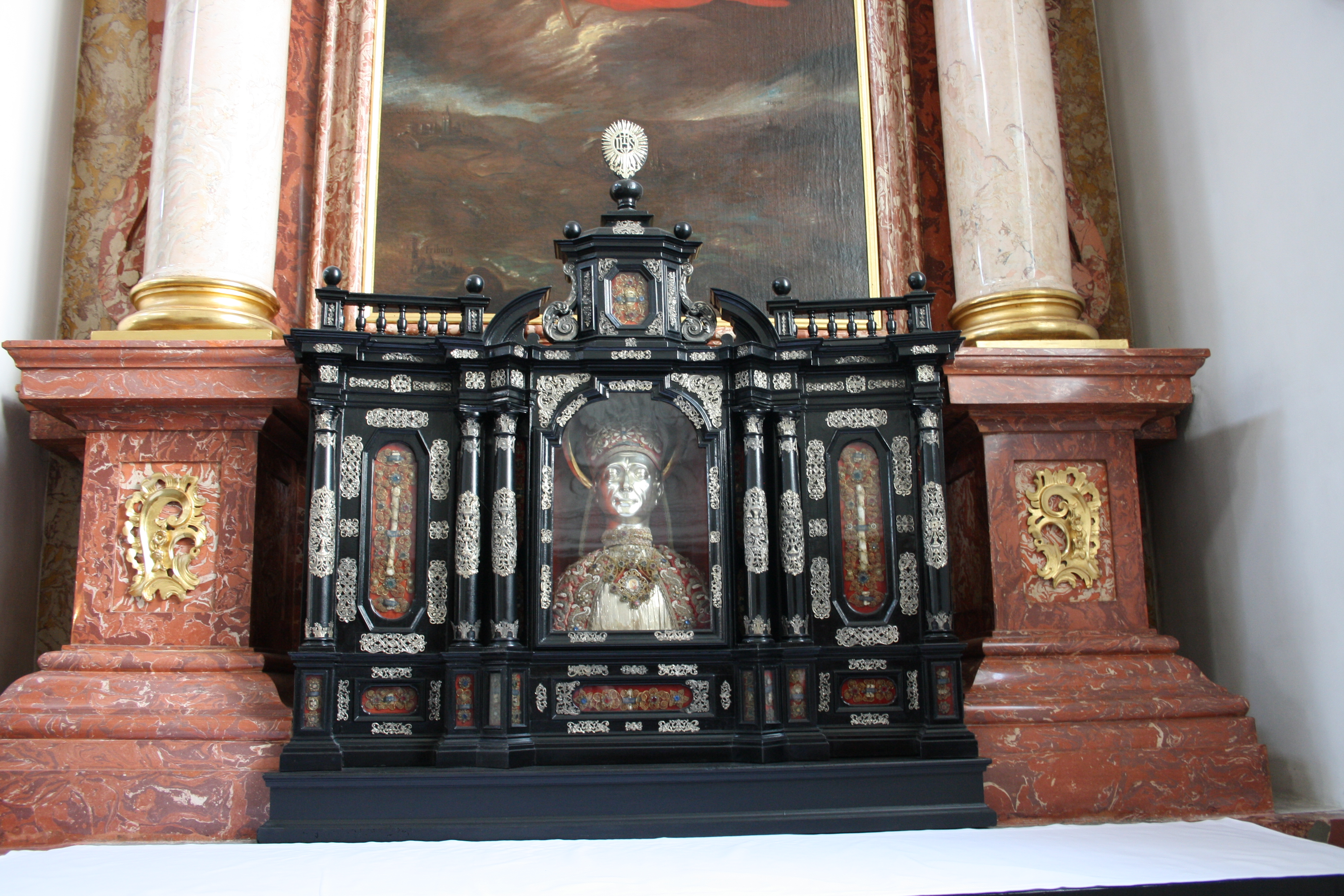
Капелла св. Борромео
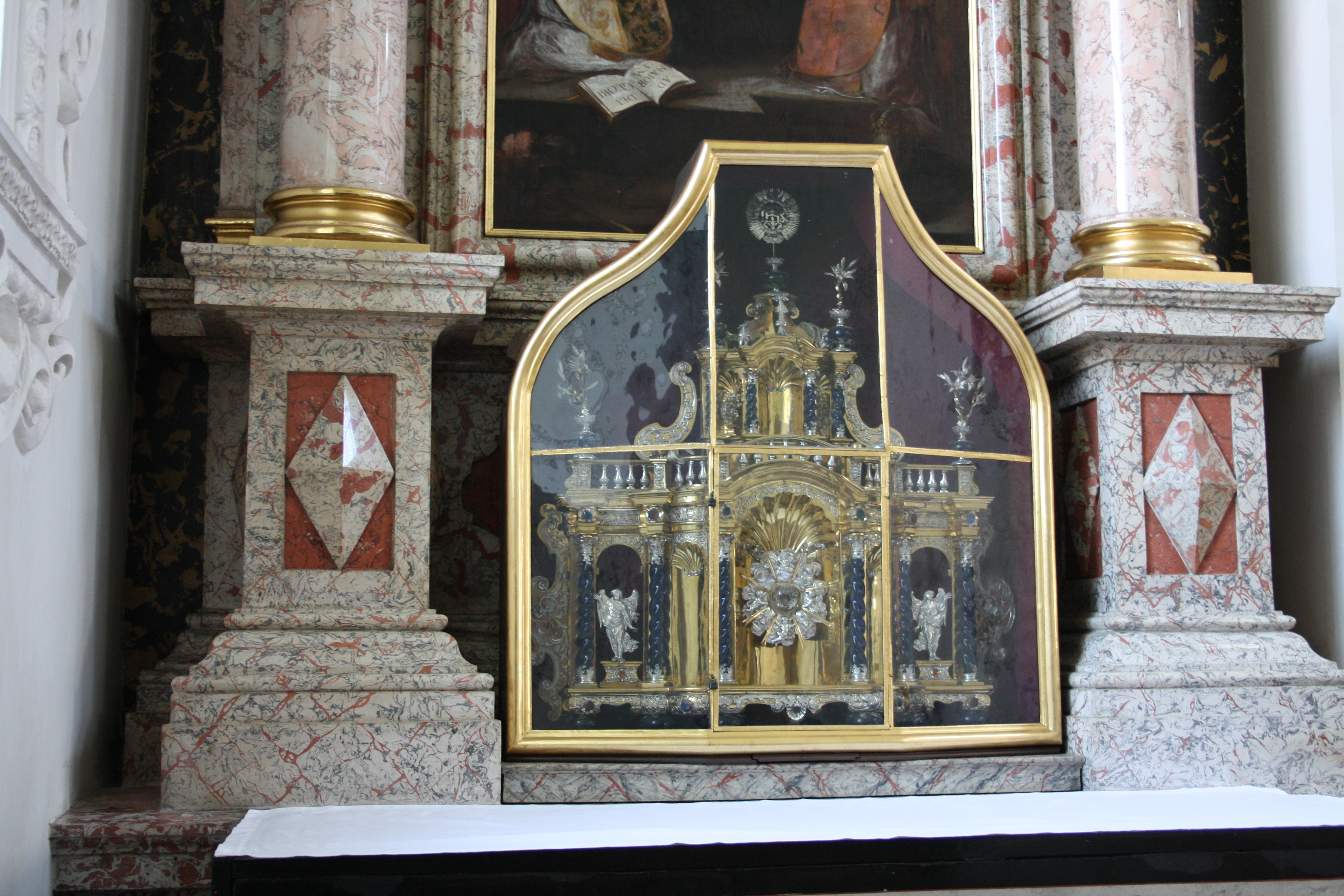
Табернакль в капелле св. Игнатия